# Archelaüs I
Archelaüs I (Archelaos I) (Grieks: Ἀρχέλαος / Archélaos), was koning van Macedonië van 413 tot 399 v.Chr.
Volgens Plato was hij de bastaardzoon van zijn voorganger Perdikkas II van Macedonië en een slavin van diens broer Alcetas II van Macedonië. Hij verzekerde zichzelf van de troonopvolging door al zijn mannelijke rivalen uit de weg te ruimen: zijn halfbroer (een kind van zeven!), zijn oom Alcetas én diens zoon Alexander. Alsof dat niet volstond huwde hij ook nog met Kleopatra, de jonge weduwe van zijn vader. In Plato's dialoog Gorgias wordt Archelaüs I dan ook getypeerd als een voorbeeld van een gewetenloze, maar succesvolle vorst, en wordt eraan getwijfeld of zo iemand wel "gelukkig" kan zijn.
Archelaüs I organiseerde het Macedonische leger, moedigde het handelsverkeer aan en legde nieuwe wegen aan in zijn land. Toen in 410 v.Chr. de havenstad Pydna tegen hem in opstand kwam, wist hij die te onderdrukken met de hulp van een Atheense legereenheid onder het bevel van Theramenes. Om een andere oorlog te voorkomen huwelijkte hij zijn dochter uit aan een van zijn aartsvijanden. Anderzijds was hij een groot liefhebber van de Griekse kunsten en wetenschappen. Hij nodigde aan zijn hof de grootste denkers en kunstenaars uit, waaronder de dichter Euripides, de schilder Zeuxis, en wellicht ook de redenaar en wijsgeer Gorgias. Ook Socrates werd aangesproken, maar deze wees de uitnodiging van de hand, volgens Aristoteles uit afkeer voor de corrupte en de immorele reputatie van het hof.
Archelaüs I werd tijdens een jachtpartij om het leven gebracht door zijn gunsteling Craterus van Macedonië. Wat betreft de motieven voor deze daad lopen de meningen uiteen: was het uit ziekelijke ambitie of uit walging voor 's konings wangedrag? Of was het, wat boze tongen beweren, gewoon uit wraak, omdat Archelaüs I een vroegere belofte om zijn dochter aan Craterus uit te huwelijken niet had uitgevoerd?